# Erscheinungskirche (Gerzovo)

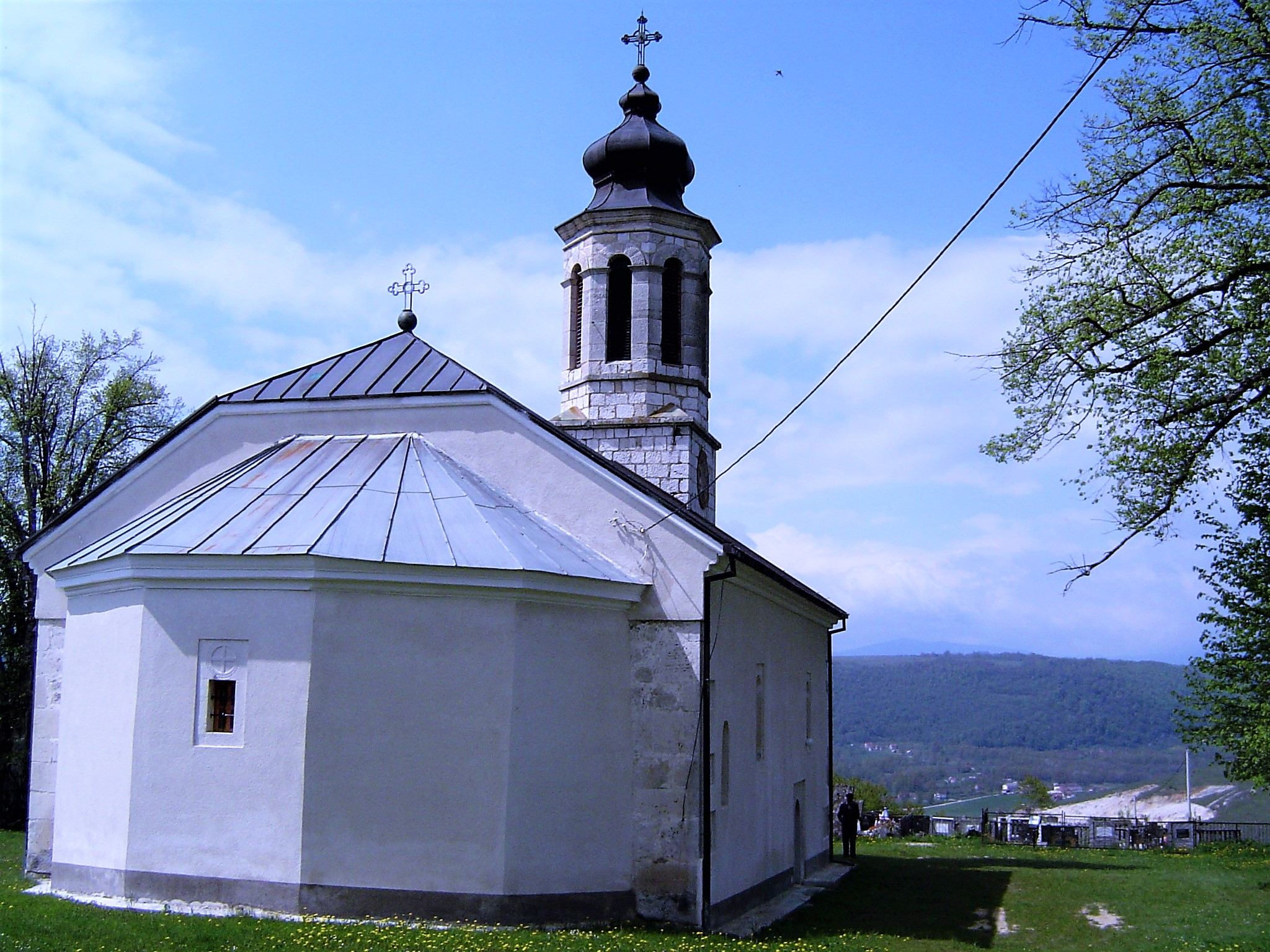
Die Erscheinungskirche in Gerzovo

Die Erscheinungskirche oder auch Epiphanien-Kirche (serbisch: Богојављенска црква, Bogojavljenska crkva) im Dorf Gerzovo ist eine Serbisch-orthodoxe Kirche in Bosnien und Herzegowina.
Die von 1856 bis 1858 erbaute Pfarrkirche ist der Sitz der Kirchengemeinde und Pfarrei Gerzovo-Barići im Dekanat Šipovo in der Eparchie Bihać-Petrovac der Serbisch-Orthodoxen Kirche und ist der Erscheinung des Herrn (Taufe Christi) geweiht. Sie gilt als eine der ältesten Kirchen des Landes und als älteste Kirche der Eparchie Bihać-Petrovac.

## Lage
Die Kirche steht im Dorfzentrum von Gerzovo, dass zur Opština Mrkonjić Grad in der Republika Srpska gehört, auf dem Hügel Veletovo, bei der Kirche im umzäunten Kirchhof befindet sich der Serbisch-orthodoxe Dorffriedhof des Dorfes, zudem auch eine alte Nekropole mit um die 25 Stećci (mittelalterliche Grabsteine). Die Kirche dominiert vom Hügel aus die ganze nähere Umgebung. Gerzovo ist etwa 20 km südwestlich von Mrkonjić Grad und etwa 7 km nordwestlich von Šipovo entfernt.
Auch unweit der Kirche steht das 1857 erbaute Gebäude der Dorfgrundschule. Diese Schule gilt als eine der ältesten Schulen in ganz Bosnien und der Herzegowina und wurde auf den persönlichen Erlass (Ferman) des Sultans des Osmanischen Reiches Abdülmecid I. erbaut. Das Schulgebäude wurde im Herbst 1995 im Bosnienkrieg von der kroatischen Armee schwer zerstört und bisher nicht wieder aufgebaut.

## Geschichte
An der Stelle der heutigen Kirche stand vorher eine Holzkirche kleinerer Baudimensionen, die ursprünglich an der Lokalität Rudine erbaut werden musste, da die Türken keine Kirche auf dem Hügel haben wollten. Der serbischen Dorfbevölkerung gelang es "über Nacht" diese Holzkirche auf den Hügel Veletovo zu verlegen.
Mit dem Bau der heutigen Kirche begann man im Jahre 1856, als Bosnien noch zum Osmanischen Reich gehörte, auf den Fundamenten dieser alten Holzkirche. Die Kirche wurde auf den persönlichen Ferman des Sultans Abdülmecid I. erbaut. Der Legende nach soll ein Dorfbewohner bis nach Istanbul gereist sein, um das sultanische Dekret zu erhalten. Die Kirche wurde 1858 fertiggestellt und eingeweiht. Wer die Einweihung vornahm ist nicht mehr bekannt.
Die Kirche gehörte ursprünglich zur Metropolie Dabrobosnien und bildete eine bedeutende Pfarre mit dem Sitz eines Erzpriesters. Die erste Renovierung der Kirche wurde 1908 während der Zeit des Metropoliten der Metropolie Dabrobosnien Nikolaj Mandić und des Erzpriesters Dušan Bubnjević durchgeführt. Die Bubnjevići sind eine bekannte ortsansässige Priesterfamilie. Bei dieser ersten Renovierung wurde auch der Kirchturm der Kirche nach dem Entwurf des Baumeisters Miloš Miladinović erbaut.
Die zweite Renovierung der Kirche begann 1993, aber durch den Verlauf des Bosnienkriegs musste diese unterbrochen werden. Die Kirche wurde von 1995 bis 1996 von der kroatischen Armee devastiert und schwer beschädigt. Das Pfarrhaus und das Material zur Renovierung der Kirche wurden in Brand gesteckt und zerstört. Das in der Kirche aufbewahrte Ferman wurde von den kroatischen Soldaten entwendet und in die norddalmatinische Stadt Zadar gebracht. Von 2001 bis 2004 wurde die Kirche renoviert. Der neu restaurierte Kirche wurde am 26. September 2004 vom damaligen Bischof der Eparchie Bihać-Petrovac Hrizostom Jević neu eingeweiht.
Jedes Jahr findet am 19. August zum Feiertag der Verklärung Christi bei der Kirche ein großes Fest statt.

## Architektur
Die einschiffige Kirche mit einer von außen fünfeckigen im Inneren halbrunden Altar-Apsis im Osten und einem Kirchturm mitsamt Zwiebelkuppel und kleinem Eingangsportal ist sehr schlicht gehalten. Der Haupteingang der Kirche ist im Westen und es existiert ein kleiner Nebeneingang an der Südseite.
Die Kirche ist aus weißem Stein erbaut und besitzt flach geschnitzte Ornamente auf dem Eingangsportal und den Fensterbänken. Sie besitzt, typisch für Orthodoxe Kirchenbauten, eine Ikonostase mitsamt Ikonen. Zurzeit ist das Kircheninnere nicht mit Fresken bemalt.